# Oud-Heverlee Louvain
Maillots
Actualités
Le Oud-Heverlee Louvain (souvent appelé «O-H-L») est un club de football belge, localisé à Louvain.
Créé par la réunion de trois clubs en 2002, ce club a porté le matricule 6142 jusqu'en 2018. La fédération belge a alors autorisé le club a reprendre le plus ancien matricule des trois clubs englobés depuis 2002, à savoir le matricule de l'ancien K. Stade Leuven, le 18 . Ses couleurs sont le blanc garni de passementeries noires, rouges et vertes, qui étaient les couleurs dominantes de chacun des clubs concernés par la fusion.
Le club évolue lors de la saison 2024-2025 en Jupiler Pro League, premier niveau du football belge. C'est sa 29e saison en séries nationales et sa 9e parmi l'élite.

## Repères historiques
- 1957 : 20/12/1957, fondation de Football Club Zwarte Duivels Oud-Heverlee
- 1958 : 30/07/1957, affiliation de Football Club Zwarte Duivels Oud-Heverlee à l'URBSFA qui lui attribue le matricule 6142.
- 1996 : mai 1996, Football Club Zwarte Duivels Oud-Heverlee (6142) monte en séries nationales pour la première fois de son Histoire.
- 2002 : 01/07/2002, Football Club Zwarte Duivels Oud-Heverlee (6142) change son appellation en Oud-Heverlee Leuven (6142). Le matricule 6142 a englobé deux anciens cercles louvanistes, le K. Stade Leuven (18) et le K. Daring Club Leuven (223). Il n'y a pas de fusion au sens propre.
- 2018 : Argumentant qu'il n'y avait pas eu de fusion en 2000 et par ce fait pas de "disparition" possible, les dirigeants de Oud-Heverlee Leuven (6142) sont autorisés à reprendre le plus ancien numéro matricule des clubs louvanistes, soit le celui du Koninklijke Stade Leuven (18). Le club devient Oud-Heverlee Leuven (18).

## Histoire

### Longtemps anonyme
Le club passe quarante ans dans les séries provinciales brabançonnes. En 1996, les "Diables Noirs" ((nl): Zwarte Duivels) sont sacrés champions devant Kampenhout. Durant le tour final, celui-ci se fait brûler la politesse par le R. CS Nivellois qui accompagne Oud-Heverlee en Promotion.

### Ascension rapide
Dès leurs deux premières saisons en nationales, les Zwarte Duivels s'installent dans le "subtop" de leur série. En 1999, ils terminent vice champion derrière Termonde et se qualifient pur le tour final. Après une victoire aux tirs au but, au SK Eernegem (1-1, 5-6), ils doivent baisser pavillon devant Tubize (0-2).
En 2000, FC Zwarte Duivels Oud-Heverlee termine invaincu et remporte sa série avec 14 points d'avance sur le Stade Louvain, accédant ainsi à la Division 3. À noter que le Stade Louvain décroche une place montante via le tour final.
Pour 1re saison en "D3", le club termine une place et trois points derrière le Stade Louvain, soit au septième rang d'une série remportée par Virton.
La saison suivante est totalement différente. ZD Oud-Heverlee joue les premiers rôles tandis que le Stade Louvain lutte pour son maintien. Finalement troisième, derrière le champion Eupen et Walhain, le matricule 6142, est éliminé par le Vigor Hamme dès la première journée du tour final, avec deux défaites (3-1 et 0-2). Mais très tôt dans cette compétition 2001-2002, des rumeurs de "grande fusion louvaniste" ont circulé abondamment.

### Unification louvaniste
Au départ, les premières «négociations» ne concernent que les deux clubs de la cité estudiantine : le K Stade Louvain et le Daring Club Louvain. En 2002, le «Stade» est presque centenaire, mais se trouve dans une situation financière délicate. Il n'y a pas de graves risques de faillite, mais les moyens manquent pour assouvir des ambitions: retrouver le deuxième niveau national et...s'y maintenir. Pour sa part, le «Daring» végète en provinciales et peinet à s'en extirper. La Ville de Louvain ne peut soutenir deux clubs et ne veut pas favoriser l'un au profit de l'autre. Elle propose la création d'un seul et grand club. Les bases des discussions sont posées.
Mais l'essor rapide du FC Zwarte Duivels Oud-Heverlee change la donne. Ce club doté de moyens financiers intéressants entre logiquement dans le débat. Il n'y a pas de fusion à proprement parler. Le matricule 6142, plus sain financièrement et mieux classé, englobe les deux plus anciens cercles louvanistes dont le matricule est radié. L'entité formée s'installe au stade Den Dreef (ex-Stade Louvain) et prend le nom de Oud-Heverlee Leuven, soit le nom des deux communes voisines. Les matricules 18 et 223 disparaissent.
Le choix des couleurs prend le blanc comme base avec des rappels des identifiants des anciens cercles: le Noir d'Oud-Heverlee, le Rouge du Daring et le Vert du Stade.

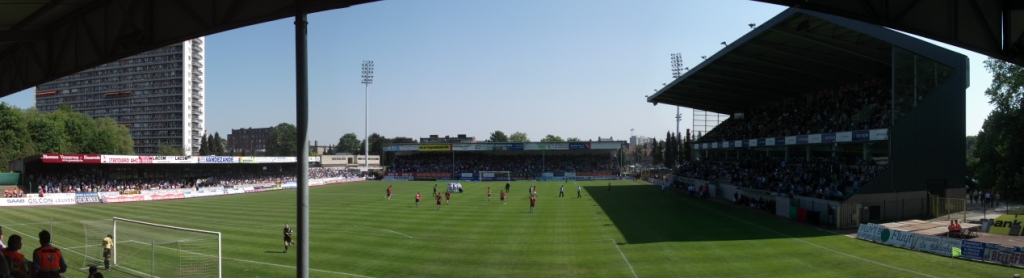
Stade Den Dreef

### Découverte de l'élite
La fusion se passa bien et les sympathisants des différentes entités s'unirent sous la nouvelle bannière. Au terme de la saison 2004-2005, « O-H-L » remporte le tour final de D3 et accède à la Division 2. Après six saisons faites de hauts et de bas, le club remporte le titre de champion en 2011 et monte pour la première fois de son Histoire en première division. La ville de Louvain retrouve ainsi un club parmi l'élite nationale pour la première fois depuis 1950.
La première saison au plus haut niveau se passe relativement bien pour le club, qui assure son maintien assez rapidement, s'offrant quelques coups d'éclat au passage, dont une victoire contre Anderlecht lors du match d'ouverture du championnat ou contre le FC Bruges quelques semaines plus tard. La deuxième saison est de meilleure facture et après avoir occupé un temps la quatrième place du classement, le club recule dans la hiérarchie et retombe dans le ventre-mou, à l'abri toutefois de la lutte pour le maintien.

### Aller et retour dans l'antichambre
Au terme de la saison 2013-2014, le club termine avant-dernier et doit disputer les Play-Offs 3 contre le RAEC Mons. Il remporte cette série de confrontations puis prend ensuite part au tour final de Division 2 pour tenter d'assurer son maintien face à Mouscron-Peruwelz, Eupen et Saint-Trond. Dernier de cette mini-compétition, le club est relégué au niveau inférieur après trois saisons parmi l'élite.
Pour son retour en Division 2, le club remporte la première tranche du championnat et achève ce dernier à la 5e place du classement général. Il dispute ensuite le tour final, qu'il remporte face à Eupen, Lommel United et le Lierse (barragiste de D1), ce qui lui permet de retrouver la Division 1 un an après l'avoir quittée.
Lors de la saison 2015-2016, le club lutte pour son maintien en Division 1. À la veille de la dernière journée de la phase classique du championnat, il occupe l'avant-dernière place du classement et devance de deux points Westerlo. Alors que ce dernier remporte son duel face à Waasland-Beveren, Louvain est battu par le FC Bruges et récupère la lanterne rouge de son rival campinois. Le club, qui dispose pourtant de la septième meilleure attaque du championnat, retrouve donc la Division 2 un an après l'avoir quittée.
En 2016-2017, dans une "Proxumius League" réformée et réduite à huit équipes, les résultats ne sont guère brillants et surtout très irréguliers. Le club se retrouve embarqué dans les "Play-Downs" et doit lutter jusqu'au bout pour éviter la descente en "Division 1 Amateur". Mésaventure qui échoit finalement à Lommel United.
Durant une grande partie de la saison 2016-2017, des rumeurs parlent d'une reprise du matricule 6142 par des investisseurs étrangers. La piste la plus souvent évoquée conduit vers la Chine. Pourtant, le 16 mai 2017, l'Assemblée Générale abonde dans le même sens que le Conseil d'Administration d'OHL et marque son accord en vue d'une reprise par King Power, un groupe thaïlandais déjà propriétaire du club anglais de Leicester City (champion d'Angleterre 2016).

## Palmarès et statistiques

### Titres et trophées
| Compétitions officielles | Compétitions internationales |
| - Championnat de Belgique de D2 - Champion (1) - 2011. - Championnat de Belgique de D3 - Vice-champion (2) - 2003 et 2005. - Championnat de Belgique de D4 - Champion (1) - 2000. - Vice-champion (1) - 1999. |                              |
| Compétitions régionales | Tournois saisonniers         |
| |                              |

### Bilan
Statistiques mises à jour le 26 février 2025 (terme de la saison 2024-2025)
| Niv | Divisions     | Jouées | Titres | TM Up | TM Down |
| --- | ------------- | ------ | ------ | ----- | ------- |
| I   | 1re nationale | 9      | 0      |       | 1       |
| II  | 2e nationale  | 11     | 1      | 2     | 1       |
| III | 3e nationale  | 5      | 0      | 2     |         |
| IV  | 4e nationale  | 4      | 1      | 1     |         |
| V   | 5e nationale  | 0      | 0      |       |         |
|     |               |        |        |       |         |
|     | TOTAUX        | 29     | 2      | 5     | 2       |

- TM Up : test-match pour départager des égalités, ou toutes formes de Barrages ou de Tour final pour une montée éventuelle.
- TM Down : test-match pour départager des égalités, ou toutes formes de Barrages ou de Tour final pour le maintien.

### Classements
| Ordre | Saison  | Nom du club         | Niveau             | Classement final | Remarques              |
| ----- | ------- | ------------------- | ------------------ | ---------------- | ---------------------- |
| 1     | 1996-97 | FC ZD Oud-Heverlee  | Promotion série B  | 4e/16            |                        |
| 2     | 1997-98 | FC ZD Oud-Heverlee  | Promotion série B  | 6e/16            |                        |
| 3     | 1998-99 | FC ZD Oud-Heverlee  | Promotion série B  | 2e/16            | Tour final             |
| 4     | 1999-00 | FC ZD Oud-Heverlee  | Promotion série B  | 1er/16           | Champion et promu      |
| 5     | 2000-01 | FC ZD Oud-Heverlee  | Division 3 série B | 7e/16            |                        |
| 6     | 2001-02 | FC ZD Oud-Heverlee  | Division 3 série B | 3e/16            |                        |
| 7     | 2002-03 | Oud-Heverlee Leuven | Division 3 série B | 2e/16            | Tour final             |
| 8     | 2003-04 | Oud-Heverlee Leuven | Division 3 série B | 3e/16            |                        |
| 9     | 2004-05 | Oud-Heverlee Leuven | Division 3 série B | 2e/16            | Promu via tour final   |
| 10    | 2005-06 | Oud-Heverlee Leuven | Division 2         | 6e/18            |                        |
| 11    | 2006-07 | Oud-Heverlee Leuven | Division 2         | 5e/18            |                        |
| 12    | 2007-08 | Oud-Heverlee Leuven | Division 2         | 3e/19            | Tour final             |
| 13    | 2008-09 | Oud-Heverlee Leuven | Division 2         | 12e/19           |                        |
| 14    | 2009-10 | Oud-Heverlee Leuven | Division 2         | 9e/19            |                        |
| 15    | 2010-11 | Oud-Heverlee Leuven | Division 2         | 1er/18           | Champion et promu      |
| 16    | 2011-12 | Oud-Heverlee Leuven | Division 1         | 14e/16           | Play-offs 2            |
| 17    | 2012-13 | Oud-Heverlee Leuven | Division 1         | 10e/16           | Play-offs 2            |
| 18    | 2013-14 | Oud-Heverlee Leuven | Division 1         | 15e/16           | Relégué après barrages |
| 19    | 2014-15 | Oud-Heverlee Leuven | Division 2         | 5e/18            | Promu via tour final   |
| 20    | 2015-16 | Oud-Heverlee Leuven | Division 1         | 16e/16           | Relégué                |
| 21    | 2016-17 | Oud-Heverlee Leuven | Division 1B        | 7e/8             | Play-down              |
| 22    | 2017-18 | Oud-Heverlee Leuven | Division 1B        | 2e/8             | Play-offs 2            |
| 23    | 2018-19 | Oud-Heverlee Leuven | Division 1B        | 7e/8             | Play-down              |
| 24    | 2019-20 | Oud-Heverlee Leuven | Division 1B        | 3e/8             | Play-Offs 2            |
| 25    | 2020-21 | Oud-Heverlee Leuven | Division 1A        | 11e/18           |                        |
| 26    | 2021-22 | Oud-Heverlee Leuven | Division 1A        | 11e/18           |                        |
| 27    | 2022-23 | Oud-Heverlee Leuven | Division 1A        | 10e/18           |                        |
| 28    | 2023-24 | Oud-Heverlee Leuven | Division 1A        | 10e/16           |                        |
| 29    | 2024-25 | Oud-Heverlee Leuven | Division 1A        | 11e/16           |                        |

## Personnalités du club

### Présidents
Au cours de son histoire, le club a été dirigé par quatre présidents différents connus.
| Rang | Nom            | Période   |
| ---- | -------------- | --------- |
| 1    | Henri Kumps    | 2002-2010 |
| 2    | Jan Callewaert | 2010-2014 |

| Rang | Nom               | Période   |
| ---- | ----------------- | --------- |
| 3    | Jimmy Houtput     | 2014-2016 |
| 4    | Chris Vandebroeck | 2016-     |

### Entraîneurs
De la saison 1995-1996 au championnat de Belgique de football 2015-2016, 14 entraîneurs connus se sont succédé à la tête de l'Oud-Heverlee Louvain.
| Rang | Nom                         | Période   |
| ---- | --------------------------- | --------- |
| 1    | Wim Hofkens                 | 1995-1996 |
| 2    | Marcel Corens               | 1996-1997 |
| 3    | Stijn Martini               | 1997-1998 |
| 4    | Jaak Merchez                | 1998-1999 |
| 5    | Jean-Pierre Vande Velde     | 1999-2004 |
| 6    | Guido Brepoels              | 2004-2007 |
| 7    | Rudi Cossey                 | 2007-2008 |
| 8    | Marc Wuyts                  | 2008-2009 |
| 9    | Jean-Pierre Vande Velde (2) | 2009-2010 |
| 10   | Ronny Van Geneugden         | 2010-2014 |

| Rang | Nom                        | Période             |
| ---- | -------------------------- | ------------------- |
| 11   | Herman Vermeulen           | 2014                |
| 12   | Ivan Leko                  | 2014                |
| 13   | Hans Vander Elst (intérim) | 2014                |
| 14   | Jacky Mathijssen           | 2014-2015           |
| 15   | Emilio Ferrera             | 2015-2017           |
| 16   | Dennis van Wijk            | 2017-sep. 2017      |
| 17   | Nigel Pearson              | sep. 2017-fév. 2019 |
| 18   | Vincent Euvrard            | fév. 2019-2020      |
| 19   | Marc Brys                  | 2020-2023           |
| 20   | Óscar García Junyent       | 2023-2024           |

### Joueurs emblématiques
- Logan Bailly
- Toni Brogno
- Mark De Man
- Steve Dugardein
- Karel Geraerts
- Thomas Matton
- Denis Odoi
- Bjorn Ruytinx
- Nils Schouterden
- Jeroen Simaeys
- François Sterchele
- Hamdi Harbaoui

## Culture populaire

### Affluence et supporters
| Saison     | 2007-2008 | 2008-2009 | 2009-2010 | 2010-2011 | 2011-2012 | 2012-2013 | 2013-2014 | 2014-2015 | 2015-2016 | 2016-2017 |
| Assistance | 2 828     | 2 578     | 2 017     | 3 294     | 7 280     | 8 006     | 8 391     | 5 263     | 7 173     | 4 633     |